# Temesvár magyar irodalmi és művelődési élete
Temesvár magyar irodalmi és művelődési élete – Temesvár korábban elsősorban német szellemiségű város és kulturális központ, szellemi életében a magyar nyelvű műveltség csupán a 19. század második felében jelent meg és a kiegyezés után bontakozott ki. Első lapja az 1858-tól 1861-ig megjelenő Delejtű volt. Egy évtizeddel később (1872) jelent meg az első napilapja a Temesi Lapok – amely később a Délmagyarországi Lapok, ill. Délmagyarországi Közlöny címet viselte –, ezt követte 1903-tól a Temesvári Hírlap. Állandó magyar színtársulata 1875-ben kezdte meg tevékenységét; 1903-ban alakult meg az Arany János Társaság, amely ettől fogva tömörítette az irodalom, a művészet, a tudomány bánsági képviselőit. Jelentős volt a szerepe az Ormós Zsigmond által 1871-ben alapított Délmagyarországi Történelmi és Régészeti Múzeumtársulatnak is, amelynek egyik maradandó tette a temesvári múzeumi gyűjtemény létrehozása 1877-ben, s önálló hajlékának felépítése 1888-ban.

## 1918-1945 közt
Irodalmi közszellemét az első világháború végéig a református lelkészként ott élő Szabolcska Mihály népnemzeti epigonizmusa, Ady Endre és a holnaposok ellen hadakozó konzervativizmusa uralta. 1908 őszén alakult meg a nagyváradi Holnap mintájára a Dél Irodalmi Társaság, amely az irodalmi megújhodás bánsági híveit tömörítette, s amely 1910-ben kiadta a Magyar Dél c. folyóiratot. Az első világháború idején megállt ugyan a város látványos gazdasági fejlődése, majd az irodalmi és művészeti élet is megsínylette a főhatalomváltozást, de alapjában véve nem hozott különösebb megrázkódtatást Temesvár magyar kulturális élete számára. Gozsdu Elek elhunyta (1919) után is maradtak magyar írói, művészei, továbbra is megjelent a Temesvári Hírlap, a legtöbb társaság folytatta tevékenységét, sőt az 1920-as évek elején bizonyos pezsgés is észlelhető volt a Béga-parti város irodalmi és művészeti életében. Ekkor látott napvilágot néhány rövid életű irodalmi folyóirat (Május, Új Kelet, Új Világ), Gokler Gyula Színház és Mozi (1922–32), Bossan Dezső Temesvári Színház (1923), Kubán Endre Komédia címmel szerkesztett színházi lapot, Kóra-Korber Nándor és Endre Károly Fajankó címmel szatirikus élclapot; ez utóbbi köré a Bánság legjobb művészei csoportosultak.
Már 1919-ben, a Béga-parti város szerb megszállása alatt és 1920-ban megjelennek az első világháború utáni első magyar könyvek: Dinnyés Árpád Páratlan hasonlatosság c. bűnügyi regénye, Fehér Olga (Hét novella, Temesvár, 1919; Novellái, Temesvár, 1920), Brázay Emil (Lóri, a vörös méreg, Temesvár, 1920) és Stepper Vilmos (Ritta, Temesvár, 1919) novelláskötetei, Uhlyárik Béla (A paripa. Párbeszéd, Temesvár, 1919 és Szatíra 1 felvonásban, Temesvár, 1920) színművei, Lovich Ilona (Íme a lelkem, Temesvár, 1919), Somló Lipót (Romok útján. Háborús versek, Temesvár, 1920), Bardócz Árpád (Japán versek, Temesvár, 1920), Szabolcska Mihály (Eszmények, álmok, Temesvár, 1921) és Kóró Pál (Kubán Endre) verskötetei, továbbá a Bánáti Kalendárium az 1920. évre, valamint Rech K. Géza szerkesztésében a Magyar családok képes nagy naptára.  1924-ben Kolozsvárt megjelent Müller Kálmán írótól Kézikönyv a munkások mozgalmáról és annak vezetéséről c. munkásmozgalmi kiadványa.
A kezdeti lendület azonban hamar alábbhagy, az irodalmi lapok sorra megszűnnek, a később indulók pedig (Holnap, Szelektor, Repríz, Új Század) csak rövid ideig tudják tartani magukat. Egyedül a Kubán Endre szerkesztette Gyerekújság (1924–28), a Gokler Gyula irányította Színház és Mozi, valamint Brázay Emil kétes értékű hetilapja, A toll (1920–39) hosszabb életű. Ebben jelentek meg többek között Goór Pál, Stepper Vilmos és a színész-rendező Fekete Mihály publicisztikái is.
Új korszakot nyitott a város sajtóéletében Franyó Zoltán odaköltözése 1925-ben. Több olyan lapot alapított, illetve szerkesztett hosszabb időn át (Esti Lloyd, 6 Órai Újság, 5 Órai Újság, Tíz Perc), amelyeknek hatása tartósan meghatározta a Bánság, sőt az egész romániai magyar sajtó arculatát. Ő a politikai radikalizmus propagátora volt, s szembeszállt nem csak az Arany János Társaság konzervativizmusával, hanem az Erdélyi Helikonnal is. Körülötte megélénkült a város magyar szellemi élete: több művészeti eseményt, politikai megnyilvánulást kezdeményezett, szervezett. A második világháború alatti ténykedése miatt az 1940-es évek második felében, 1957-ig félreállították, eltiltották a közléstől s két és fél évig börtönben is tartották. Emiatt, kiszabadulását követően, műfordításait s első kiadott köteteit Lajtha Géza álnéven jelentette meg.

## A második világháború után
A második világháború után újraszerveződött magyar irodalmi életet, akárcsak a hőskorét, megélénkülő irodalmi szervezkedések (a Bánsági Magyar Írók Egyesülete megalakítása és néhány folyóirat-alapítási kísérlet) jellemzik: 1949-ben indul a Bánsági Írás, 1957-ben a Romániai Írók Szövetsége temesvári fiókjának magyar kiadványaként a Bánsági Üzenet; a temesvári és környékbeli magyar írókat 1946-ban a Bánsági magyar írók antológiája, 1961-ben a Bánáti Tükör, a bánsági fiatal költőket bemutató Hangrobbanás (Temesvár, 1975) és az 1970-80-as években a Lépcsők című antológia (utóbbinak négy kötete) tömörítette. Közben 1967-ben a Népi Alkotások Háza is kiadott egy kisantológiát Egy szelet fény címmel, amely aradi és temesvári tollforgatók írásait tartalmazta.
A magyar könyv iránti növekvő helyi érdeklődést érzékeltetik a temesvári intézmények, iskolák, egyesületek által létrehozott magyar könyvtárak is. A Béga-parti város első nyilvános kölcsönkönyvtárát és olvasótermét 1815-ben a lapszerkesztő és nyomdatulajdonos Klapka József létesítette, akit 1819-ben Temesvár polgármesterévé választottak. A Temesvár-Gyárvárosi Társaskör 1844-ben alapította meg könyvtárát; 1850-ben a Temesvári Kereskedelmi és Iparkamara; 1853-as alapítású a római katolikus papnevelde könyvtára, 1878-ban létesült a Józsefvárosi Társaskör könyvtára, 1895-ben nyílt meg a városi közkönyvtár, 1903-ban hozza létre könyvtárát az Arany János Társaság. A közönségérdeklődés jele, hogy működött a városban néhány vállalkozásszerű magyar kölcsönkönyvtár is (a Temesvári Hírlap Kölcsönkönyvtára, a Lázár Kölcsönkönyvtár, a Légrádi Kölcsönkönyvtár), s egyes könyvesboltok (például a Löbl Nővérek Könyvesboltja) is tartottak fenn kölcsönkönyvtárat.
A város szellemi életére – bár a szervezésből, irányításból csak alkalmanként és időszakonként vette ki részét – jelentős hatást gyakorolt Endre Károly is. Rövidebb-hosszabb ideig a Bánság fővárosában élt és szerepet játszott a költők közül Bardócz Árpád, Finta Zoltán, Jörgné Draskóczy Ilma, Kozmuth Artúr, Méliusz N. József, Ormos Iván, Sas Jolán, a regényíró Markovits Rodion, Asztalos Sándor, Szirmai László, Török Sándor, Kubán Endre, a novellista Bach Gyula, Kalotai Gábor, ifjabb Kubán Endre, Uhlyárik Béla, Dimény-Herczka István, az esszéíró Czirbusz Géza, Turóczi-Trostler József, Hauser Arnold, Bechnitz Sándor, Gálos Rezső, Sztura Szilárd, Déznai Viktor, a zenekritikus Járosy Dezső, Braun Dezső, Erdélyi Lajos, a publicista Halász István, Kakassy Endre, Gárdonyi István, Cseresnyés Kirschner Sándor, Izsák László.
Mivel Temesváron nem sikerült hosszabb életű irodalmi lapot alapítani, az írók, művészek a tekintélyes napilapok köré csoportosultak. A legtöbb újság gazdagon összeállított vasárnapi melléklettel jelent meg, s pályázatok kiírásával irodalomszervezői feladatokat is vállalt. Különösen a Temesvári Hírlap és a 6 Órai Újság jeleskedett ezen a téren (az előbbi rendszeresen közölte Ferenczy József festőművész műkritikáit, művészeti írásait). De jelentek meg irodalmi vonatkozású írások a Déli Hírlapban (1925–44), az Esti Lloydban, az 1930-ban Temesváron szerkesztett A Napban és Orich Viktor lapjában, a Temesvári Futárban is. Ezek egy része a magyar könyvkiadásban is részt vállalt: Brázay Emil lapja Pán Könyvtár címmel 1922–26 között 19 kötetből álló sorozatot, a Temesvári Hírlap két év alatt (1930–31) 32 kötetes sorozatot jelentetett meg, könyvsorozatot adott ki az Arany János Társaság (Arany János Társaság Könyvei, Szépirodalmi és Szépműtani Közlemények) és a 6 Órai Újság (Literatúra).
Temesvárnak a nyomdaipara is igen fejlett volt. A két világháború között csak a magyar könyv- és lapkiadás tekintetében számba vehető nyomdáinak száma 64, amelyekben 1919–40 között összesen 421 magyar nyelvű könyvet állítottak elő. A könyvtermés jelentős része (312 cím, a teljes magyar könyvtermelés 74,11%-a) 7 nyomdából került ki: a Moravetz Nyomdából (137 cím), a Hunyadi Grafikai Műintézetből (36 könyv és 36 sajtótermék), a Helicon Bánáti Nyomdából (35 könyv és 18 sajtótermék), a Csendes Testvérek Nyomdájából (33 könyv és 20 sajtótermék), a Gutenberg Nyomdából (29 könyv és 35 sajtótermék), az Ullmann Henrik Nyomdájából (26 könyv és 8 sajtótermék) és a Victoria Nyomdából (16 könyv és 6 sajtótermék).
Az 1945 utáni első években Temesváron 21 kiadó és egyesület összesen 76 kiadványa jelent meg, köztük a legtöbb a Litera Könyvkiadó, a Magyar Népi Szövetség és a Erdélyi Római Katolikus Népszövetség kiadásában. 1948-ban azonban, a nyomdák államosításával és a romániai könyvkiadás központosításával a temesvári magyar könyvtermelés teljesen eljelentéktelenedett. Csak 1970 után, az akkor létesített négynyelvű Facla Könyvkiadó hozott új lendületet a maga 29 magyar nyelvű kiadványával (1980-ig). A kiadó magyar szerkesztője Mandics György volt. Az 1989-es változások után nyomdák és kiadók sora létesült Temesváron is, amelyek döntő hányada magyar nyelvű könyvek megjelentetését is vállalja.

## Egyesületi élet
Az első világháború előtt alakult egyesületek közül az 1920-as években tovább folytatta tevékenységét az Arany János Társaság, amelynek élén Sztura Szilárd, majd Járosy Dezső állt. Rendezvényeket tartottak, irodalmi pályázatokat hirdettek, könyvek kiadását támogatták. Az évtized végétől azonban Draskóczy Ilma, Rech K. Géza, majd Pogány László elnöklete alatt lanyhult, majd teljesen jelentéktelenné vált szerepe a város magyar kulturális életében, a második világháború alatt pedig működése teljesen megbénult. A második világháború után Rech K. Géza, Debreczeni István és Endre Károly próbálkoztak meg felélesztésével (1947-ben Endre Károly egy verseskötete, 1948-ban Kubán Endre egy gyermekkönyve jelenik meg kiadásában), de az egyesületek feloszlatását kimondó 1949-es törvény megjelenéséig tényleges irodalmi tevékenységet már nem sikerült felmutatnia.
1946-ban létrejött a Bánsági Magyar Írók Egyesülete, amely elnökéül Markovits Rodion választotta. A „népi demokrácia” kultúrpolitikája térnyerésének időszakában azonban ez is megszűnt, s helyébe létrehozták 1948-ban az elméletileg többnyelvű, igazából román nyelvű Flacăra Irodalmi Kört, amelynek az ülésein kezdetben a nemzetiségi szerzők alkotásait hevenyészett román fordításban olvasták fel. A Romániai Írók Szövetségének megalakulása után Temesváron is jött létre fiókja, amelynek tagsága Anavi Ádámmal és Gáspár Tiborral gyarapodott, vezetőségében a magyar írók részéről Dimény István és a költő-szobrász Szobotka András vett részt. 1951-ben a Flacăra Irodalmi Kör magyar tagozatából létrejött az Ady Endre Irodalmi Kör, amely 1979-ben felvette elhunyt elnöke, Franyó Zoltán nevét. Temesvárról indult Bodor Pál, Deák Tamás, Majtényi Erik, Márki Zoltán, Szász János, Tóth Sándor pályája. A helyben maradt vagy az 1960-as években ide került nemzedékből Bárányi Ferencet és Bárányiné László Ildikót, Mandics Györgyöt, valamint feleségét, M. Veress Zsuzsannát, Pongrácz P. Máriát, Szekernyés Jánost, M. Kiss Andrást, Gulyás Ferencet említhetjük.

## Zenei élet
A város zenei életében már a 19. század utolsó harmadában részt vettek magyar dalárdák is. 1871-ben alakult a Temesvári Zenekedvelők Egyesülete, 1875-ben a Temesvár Gyárvárosi Dal- és Zeneegylet, 1882-ben a Temesvári Dalkör, 1903-ban a Temesvári Magyar Dalárda, s ezeknek a háború után is működő kórusoknak a számát gyarapította, a közönség növekvő érdeklődését tanúsítva az 1920-ban létrejött Zenebarátok Társasága, amelyet Szana Zsigmond kezdeményezett, és amely Neubauer Gedeon vezetésével nemzetiségre való tekintet nélkül megszólította a város zenebarátait. Tagjai között volt Braun Dezső, Freund Leó, Járosy Dezső, Pogatschnigg Guido, Tomm Béla. A Magyar Dalárda 1920-ban egyesült a postások énekkarával, s Gokler Antal, majd Szegő Ferenc karnagysága alatt nem csak országos dalosversenyeken aratott sikereket, de vendégszerepléseken is, Magyarországon és Hollandiában. Színvonal és hírnév tekintetében nem sokkal maradt el mögötte a Braun Dezső vezette Temesvári Dalkör és a Leviczky György dirigálta Glória Dalegylet sem. Amikor 1926-ban megalakult az Országos Magyar Dalosszövetség, Temesváron nem kevesebb mint kilenc tekintélyes magyar énekkar működött, számos kórust szervezett és vezényelt Wittmann Pál kántortanító.

## Magyar közművelődés
Érdemleges előzményei voltak a temesvári magyar közművelődésnek is. 1928-ban jött létre a Bánsági Magyar Közművelődési Egyesület, amelynek keretében – munkáját a környék magyarlakta településeire is kiterjesztve – népszerű ismeretterjesztő és tudományos előadásokra, irodalmi emlékünnepélyekre, színielőadásokra, kirándulásokra, táncestélyekre került sor. Irodalmi emlékünnepélyein megemlékeztek Petőfi Sándor, Arany János, Vörösmarty Mihály, Széchenyi István, Kisfaludy Károly, Kisfaludy Sándor, Katona József, Madách Imre, Kiss József életéről és munkásságáról. Az 1929. december 1-jén alakult Műkedvelő Szövetség a legkülönbözőbb profilú csoportokat egyesítette, irányította és védelmezte. Műkedvelők aktív részvételével ünnepélyes keretek között koszorúzták meg 1938-ban és 1939-ben a szabadfalusi (ma Temesvár része) Petőfi-emlékművet, meglátogatták a Temesváron elhunyt író-elődök sírját.

## Temesvári Magyar Ház
Jelentős eseménye volt a város magyar szellemi életének az 1930-ban Székely László műépítész tervei alapján közadakozásból felépült Magyar Ház felavatása. 1929 júniusának végén, Péter-Pál napján kezdődött el az építkezés, amikor pergamenre írt, fémszelencébe zárt emlékiratot falaztak be a késő utókor számára a kultúrház alapjába, a következő szöveggel: „A magyar kultúra várának ajánljuk e házat, amelyet a legnehezebb időkben a bánsági magyarság áldozatkészsége emelt.” Klein Jenő mérnök váratlan halála után Lázár László temesvári építőmester vette át az építkezési munkálatok vezetését. A mutatós, háromszintes épület ünnepélyes felavatására 1930. november 29-én és 30-án került sor. A temesvári magyarság e korszakos jelentőségű ünnepségét megtisztelték jelenlétükkel a kolozsvári, aradi, brassói nemzetiségi szervezetek és közösségek küldöttei is. Az est díszszónoka Jakabffy Elemér országgyűlési képviselő, az OMP alelnöke volt. Az avatási ünnepségre megjelentették a Páll György szerkesztette Magyar Ház Évkönyvet, amely az épület tető alá hozatalának históriája, az avatóünnepség műsorának ismertetése, az üdvözlőbeszédek, levelek és táviratok szövegei mellett számos cikket, tanulmányt és beszámolót közölt a bánsági magyarság két világháború közötti helyzetéről, égető problémáiról, a társadalmi és kulturális egyesületek tevékenységéről.
Az épület formai megjelenésében is a bánsági magyarság életkedvét, tettrekészségét, áldozatos összefogásának erejét érzékeltette, jelezte. A belső terek kiképzésében a célszerűség szempontjai érvényesültek. A földszinten sorakozott az OMP bánsági tagozatának öt irodahelyisége, valamint a Temesvári Magyar Nőegylet két tágas, utcai szobája. A lépcsőfeljárat bal oldalán elhelyezkedő két tágas szobát csupán széthúzható üvegfal választotta el egymástól, ami alkalmassá tette a helyiséget kisebb összejövetelek, tanfolyamok és ismeretterjesztő előadások tartására. Bálok és mulatságok alkalmával itt rendezték be a büfét. Az emeletre zárt s télen fűthető lépcsőház vezetett. A Magyar Ház egyik legfontosabb része – a 26 méter hosszú, kilenc ablakával az utcára néző nagyterem – az épület első emeletére került; egyik végében tökéletes világosító berendezéssel, színes függönnyel, praktikus kulisszatartókkal felszerelt kisebb méretű színpadot alakítottak ki, amelyhez 12 muzsikus befogadására alkalmas „zenekari árok”, valamint külön női és külön férfiöltöző járult. A nagyteremben 240 elmozdítható széket helyeztek el, amelyek mögött és között mintegy 60 állóhely maradt. Ez a nagyterem nemcsak gyűlések s népszerűsítő előadások megtartására bizonyult alkalmasnak, hanem hangversenyek, kiállítások, műsoros estélyek, műkedvelő előadások és táncmulatságok megrendezésére is, s vonzó rendezvényei révén a temesvári és a bánsági magyarság közkedvelt, népszerű találkozóhelyévé vált. A második emeleten két modern bérlakást alakítottak ki. A harmadik szinten egy háromablakos próbaterem és három tágas szoba nyert elhelyezést. A próbaterem a nagyszámú temesvári magyar énekkar és műkedvelő csoport rendelkezésére állt, míg az egyik szoba a Temesvári Magyar Dalárda, a másik a Bánsági Magyar Közművelődési Egyesület, a harmadik pedig az Arany János Társaság hivatali helyiségeként szolgált. Átmenetileg, ideiglenes jelleggel itt helyezték el a könyvtárat is. Hosszú, világos belső folyosó és mellékhelyiségek tartoztak még a legfelső traktushoz. Az alagsorban a házmesterlakáson, a fáskamrákon, a szénraktáron, a központi fűtés kazánházán, a mosókonyhán, a kamrákon és mellékhelyiségeken kívül egy tágas konyha, valamint a magyar cserkészotthon is helyet kapott.
Felépülte után a temesvári Magyar Ház nyomban a bánsági magyarság minden életmegnyilvánulásának színterévé és központjává vált. Nagyon élénk és sokrétű közéleti és művelődési tevékenység bontakozott ki itt az 1930-as évek elején és közepén. Egymást érték a különböző jellegű társas összejövetelek, népszerűsítő előadások, irodalmi estek és évfordulós megemlékezések, hangversenyek és a színjátszó együttesek előadásai, szórakoztató műsorok, valamint az emlékezetes bálok, táncmulatságok. A bánsági politikusok, írók, művészek és közéleti személyiségek mellett megfordult és előadást tartott a temesvári Magyar Házban Márton Áron, Kós Károly, Reményik Sándor, Nyirő József, Tavaszy Sándor, Gyárfás Elemér, Balogh Endre, Sulyok István. A Magyar Házban helyezték el az OMP ifjúsági szakosztálya, valamint az Arany János Társaság könyvtárait, amelyeket a nagyközönség számára is megnyitottak. Jakabffy Elemér, a Magyar Kisebbség szerkesztője kezdeményezésére – aki politikusi emlékeit és tapasztalatait idéző előadássorozatot tartott a temesvári Magyar Házban – 1936-ban népkisebbségi jogi szakkönyvtár is létesült. Ezt kezdetben Uhlyárik Béla ügyvéd és író, majd Schiff Béla újságíró és helytörténész vezette, aki a könyv- és folyóirat-gyűjtemény katalógusát is elkészítette.
A királyi diktatúra bevezetése után, hatósági intézkedés folytán 1938 áprilisában a temesvári Magyar Ház helyiségeinek egy részét lezárták. Betiltottak mindenfajta gyülekezést, összejövetelt, magyar vonatkozású művelődési tevékenységet. Az 1940-es bécsi döntést követően és a második világháború évei alatt pedig hol engedélyezték, hol betiltották a Magyar Ház és a falai közt hajlékra lelt magyar szervezetek és együttesek tevékenységét. Egyedül a könyvtár tevékenykedhetett, amelynek állománya több ezer kötettel gyarapodott. Ide kerültek a beszüntetett olvasókörök gyűjteményei, a Magyarországra áttelepülők vagy a kisebb lakásokba átköltözni kényszerített zsidók könyvei. Gazdag volt a könyvtár hírlapgyűjteménye is. Átmenetileg a Magyar Ház fogadta be Dél-Erdély egyedüli magyar nyelvű napilapja, a Déli Hírlap szerkesztőségét is.
A háború végén a szovjet hadsereg hadikórházzá alakította át az épületet, majd a Magyar Népi Szövetség vette át a Magyar Ház irányítását. Az épület ekkor ismét a bánsági magyarság társasági, kulturális és szellemi életének fórumává vált. Gazdag programtevékenységet fejtett ki falai között az 1945-ben megalakult, Bartók Béla nevét viselő Népfőiskola. Gyakran rendeztek színielőadásokat, hangversenyeket, felolvasóesteket; a fiatalok szórakoztatására táncmulatságokat, bálokat szerveztek. Közös összefogással tágas szabadtéri színházat építettek az udvarán. 1948-at követően erősödött a rendezvények politikai színezete, baloldali karaktere. A „polgári elemeket” egyre nyíltabban és durvábban távol tartották az itt tartott összejövetelektől, előadásoktól.
A Magyar Népi Szövetség 1953-as „önfeloszlatása” után a Román Munkáspárt helyi vezetősége tette rá a kezét a bánsági magyarság által emelt épületre. Hosszabb időn át a Temesvár városi szervezet székházaként szolgált. Az 1968-as közigazgatási átszervezés nyomán a román, magyar, német és szerb pártlap, valamint a frissiben alapított Facla Könyvkiadó szerkesztőségei költöztek ide. Tulajdonképpen ekkor kezdődtek meg az épületen a gyökeresebb átalakítások. Megszüntették a színpadot, a nagytermet és az öltözőket: irodákká alakították át azokat. Felszámolták a szabadtéri színpadot, az udvarra egy új épületszárnyat emeltek a román napilap szerkesztősége számára.
1990 elején az épület gyűléstermében tartotta első megbeszéléseit, tanácskozásait az RMDSZ bánsági szervezete. Ám a Magyar Ház visszaszerzése nem sikerült: a Renaşterea Bănăţeană napilapot is megjelentető Timpress cég az Olaszországban élő román pénzmágnás, Iosif Constantin Drăgan segítségével nagyobb hányadát megszerezte, sőt telekkönyvileg is betábláztatta. A magyarság képviselői politikai és jogi úton is kétségbeesett erőfeszítéseket tettek és tesznek visszaszerzése érdekében. Évek óta párhuzamosan folynak a perek: a Magyar Ház Rt. egykori részvényeseinek, téglajegy-tulajdonosainak örökösei jelentették be tulajdonigényüket az ingatlanra, s perel a hetilappá zsugorodott Heti Új Szó szerkesztősége is. A visszaszolgáltatás ügye több sürgősségi kormányrendelet tárgyát is képezte, de ezeknek sohasem szereztek érvényt. Az épületet továbbra is a Timpress sajtócég használja.

## Magyar színházi élet
Temesvár magyar színházi életében a műkedvelő színjátszás mellett jelentősebb szerepe volt a hivatásos színészetnek is. Az első színielőadást 1828-ban a Kassai Dal- és Színésztársaság tartotta a városban, s a 19. század második felében különböző társulatok gyakran keresték fel az egyre növekvő számú és mind igényesebb ízlésű magyar közönséget. 1875-ben már az állandó színház felavatására is sor került, s ebben felváltva játszottak az első világháborúig magyar, német, román és szerb nyelven társulatok, együttesek. A magyar színjátszás kibontakoztatása a városban Krecsányi Ignác igazgatósága alatt (1888–99, 1902–14) ment végbe, s erre alapoztak a két világháború között itt szereplő társulatok is, amelyek közül elsőnek Sebestyén Géza, majd Róna Dezső, utánuk Fekete Mihály kapott koncessziót. 1926-ban azonban alaptalan vádaskodások nyomán megvonták engedélyét, ekkor a temesvári magyar színészet hanyatlásnak indult. Az 1930-as évek végéig Róna Dezső, Franyó Zoltán, Szendrey Mihály, Szabadkay József, Jódy Károly, a kolozsvári Thália – s az időnként visszatérő Fekete Mihály – társulatai jelentek meg rövid időszakokra, míg aztán 1940 őszétől a magyar színjátszás politikai okok miatt teljesen ellehetetlenült és megszűnt. A második világháborút követő években jött létre s az 1948-as államosításig tevékenykedett a B. Kulcsár Juliska vezette Temesvári Magyar Népszínház, amely az egyetemes és a magyar drámairodalom klasszikus és kortárs szerzőinek darabjait vitte színre.
Az 1950-es években a munkás műkedvelők éltették tovább Temesváron a magyar színházi hagyományokat, egészen 1954-ig, amikor csoportjukból megalakult a temesvári Állami Színház magyar tagozata, majd ebből 1957-ben az önálló Temesvári Állami Magyar Színház. Az 1970-es években igen élénk volt a temesvári magyar diákok művelődési élete: Thália nevű diákszínjátszó társaságuk bemutatói, az M-Stúdió vezetékesrádió-adásai, a Garabonciás együttes fellépései, hangversenyei, a Gyere velünk! turisztikai mozgalom kirándulásai, túrái, a Látóhatár önképzőkör szabadegyetemi jellegű előadássorozatai a város egész magyar közösségének érdeklődésére számíthattak.

## Képzőművészet
A város és környéke művészeti életének kiemelkedő alkotói voltak Ferenczy József, Varga Albert, Szuhanek Oszkár, Podlipny Gyula, Litteczky Endre, Kristóf-Krausz Albert, Krausz Ilona, Bánlaki Szőnyi István, Kóra-Korber Nándor, Gallasz Nándor, Rubleczky Géza. A művészeti élet szervezett keretek közötti serkentésére, a művészetkedvelő közönség kialakítására és ízlésének fejlesztésére 1922-ben jött létre a Bánsági Szépművészeti Társaság, amely az 1930-as évek végéig számos kiállítást szervezett. 1933-ban Kolozsvárról Temesvárra költözött át a szépművészeti főiskola, amelynek Kós András, Ferenczy Júlia, Kósa-Huba Ferenc, Bánlaki Szőnyi István, Gál Anna is a végzettjei közé tartozott. A második világháború után, különösen az 1960-as években, amikor tehetséges fiatalok (Jecza Péter, Molnár Zoltán, Bertalan István, Kazinczy Gábor, Zimán Vitályos Magda, Szakáts Béla, Jecza Bíró Klára) telepedtek meg a városban, Temesváron valóságos művésztelep alakult ki és erősödött meg.
A város képzőművészeti élete akkor vett új lendületet, amikor 1990-ben, a temesvári Nyugati Egyetem keretében, megalakult a Képzőművészeti Kar, amely tanévről tanévre lendületesen fejlődött és gyarapodott. Korszerűen kiképzett és berendezett műemlék épületben, egy, az Osztrák–Magyar Monarchia korában emelt és felújított katonai laktanyában, 12 szakon nyújt felsőfokú elméleti és gyakorlati képzést. A fakultás keretében mesterképző és doktori iskola is működik. Művésztanárként oktatott, illetve tanít itt jelenleg is Jecza Péter, Szakáts Béla és Kocsis Rudolf szobrászművész, Dávid Károly festő, Jakabházi Sándor grafikus, Zimán Vitályos Magda, Lihor Laza László, Jakobovits Márta iparművész és Szűcs Enikő designer. A temesvári Képzőművészeti Kar közel ezer hallgatója közt viszonylag sok a magyar diák. Tanulnak magyar növendékek a Tibiscus Magánegyetem Design Karán is. A Bánsági Magyar Napok rendezvénysorozat keretében minden esztendő tavaszán megrendezik a Temesváron tanuló magyar képzőművész hallgatók csoportos tárlatát.

## Tudományos élet
A tudomány terén inkább a műszaki diszciplínák örvendtek népszerűségnek és értek el eredményeket. Ez az ország itt működő s egyik legjelentősebb műszaki egyetemének köszönhető, ahol kiváló magyar tanárok tanítottak és tanítanak (Bakonyi Kálmán, Ferenczi András, Gyulai Ferenc, Hajdu József, Hatvany Csaba, Hegedűs Attila, Klepp Ferenc, Kovács Béla, Kovács Ferenc Vilmos, Pogány András, Preitl István, Sisak Ernő, Vékás László, stb.). A temesvári Nyugati Egyetem különböző fakultásain oktatóként vagy kutatóként működött, illetve tevékenykedik Albert Ferenc, Bálint István, Bálintfi Ottó, Bodó Barna, Bogáthy O. Zoltán, Grigercsik Jenő, Hegedűs Imre, Király Ferenc, Neumann Mária, Ohánovics Miklós, Ráduly Csaba, Salló Ervin, Toró Tibor. Az Orvosi és Gyógyszerészeti Egyetem tanári karát erősítette és erősíti Kurunczi Lajos, Matekovits György, Nagy József, Sándor István, Stössel István, Szabadai Zoltán, míg az Agrártudományi Egyetemet Albert Ferenc.
Temesváron élt és dolgozott több alapos felkészültségű történettudós, mint amilyen Pesty Frigyes, Szentkláray Jenő, Pontelly István, Ortvay Tivadar, Berkeszi István, Faragó János, Juhász Kálmán, Braun Dezső és Schiff Béla. Az 1968-ban alakult, Kisenciklopédia név alatt működő művelődési és tudományos szabadegyetem keretében az 1970–80-as években szerveztek előadássorozatokat, amelyeken nem csak írók, de a természettudományok, a helytörténet, a zene, a képzőművészet, az orvostudomány képviselői, kutatók és alkotók (Albert Ferenc, Bálintfi Ottó, Bodó Barna, Egeressy László, Jecza Péter, Matekovits György, Salat Levente, Salló Ervin, Szekernyés János, Toró Tibor, Udvardy Zoltán) is tartottak előadásokat. A szabadegyetem kiadásában jelentek meg az 1980-as években a Matekovits György szerkesztette Kilátó c. könyvsorozat sokszorosító eljárással készült kötetei.